# 500 kilomètres de Budapest FIA GT 1999
Navigation
Édition précédente Édition suivante
Les 500 kilomètres de Budapest 1999 FIA GT, disputées le 4 juillet 1999 sur le circuit du Hungaroring, et la quatrième manche du championnat FIA GT 1999.

## Course

### Classement de la course
Classement à l'issue de la course (vainqueurs de catégorie en gras), :
| Pos.   | Catégorie | N°                          | Écurie                                              | Pilotes                   | Châssis | Pneus | Tours |
| Pos.   | Catégorie | N°                          | Écurie                                              | Pilotes                   | Moteur  | Pneus | Tours |
| ------ | --------- | --------------------------- | --------------------------------------------------- | ------------------------- | ------- | ----- | ----- |
| 1      | 2         | Chrysler Viper Team Oreca   | Jean-Philippe Belloc Dominique Dupuy                | Chrysler Viper GTS-R      | M       | 104   |       |
| 1      | 2         | Chrysler Viper Team Oreca   | Jean-Philippe Belloc Dominique Dupuy                | Chrysler 8.0L V10         | M       | 104   |       |
| 2      | 1         | Chrysler Viper Team Oreca   | Karl Wendlinger Olivier Beretta                     | Chrysler Viper GTS-R      | M       | 104   |       |
| 2      | 1         | Chrysler Viper Team Oreca   | Karl Wendlinger Olivier Beretta                     | Chrysler 8.0L V10         | M       | 104   |       |
| 3      | 6         | Konrad Motorsport           | Franz Konrad Bob Wollek                             | Porsche 911 GT2           | D       | 103   |       |
| 3      | 6         | Konrad Motorsport           | Franz Konrad Bob Wollek                             | Porsche 3.6L Turbo Flat-6 | D       | 103   |       |
| 4      | 18        | Chamberlain Motorsport      | Ni Amorim Toni Seiler                               | Chrysler Viper GTS-R      | M       | 103   |       |
| 4      | 18        | Chamberlain Motorsport      | Ni Amorim Toni Seiler                               | Chrysler 8.0L V10         | M       | 103   |       |
| 5      | 5         | Roock Sportsystem           | Michael Eschmann Paul Hulverscheid Sascha Maassen   | Porsche 911 GT2           | Y       | 103   |       |
| 5      | 5         | Roock Sportsystem           | Michael Eschmann Paul Hulverscheid Sascha Maassen   | Porsche 3.6L Turbo Flat-6 | Y       | 103   |       |
| 6      | 15        | Freisinger Motorsport       | Michel Ligonnet Wolfgang Kaufmann                   | Porsche 911 GT2           | D       | 103   |       |
| 6      | 15        | Freisinger Motorsport       | Michel Ligonnet Wolfgang Kaufmann                   | Porsche 3.6L Turbo Flat-6 | D       | 103   |       |
| 7      | 4         | Roock Racing                | André Ahrlé Hubert Haupt                            | Porsche 911 GT2           | Y       | 103   |       |
| 7      | 4         | Roock Racing                | André Ahrlé Hubert Haupt                            | Porsche 3.6L Turbo Flat-6 | Y       | 103   |       |
| 8      | 19        | Chamberlain Motorsport      | Christian Vann Christian Gläsel                     | Chrysler Viper GTS-R      | M       | 102   |       |
| 8      | 19        | Chamberlain Motorsport      | Christian Vann Christian Gläsel                     | Chrysler 8.0L V10         | M       | 102   |       |
| 9      | 22        | Paul Belmondo Racing        | Mike Hezemans Steffan Widmann                       | Chrysler Viper GTS-R      | D       | 102   |       |
| 9      | 22        | Paul Belmondo Racing        | Mike Hezemans Steffan Widmann                       | Chrysler 8.0L V10         | D       | 102   |       |
| 10     | 21        | Paul Belmondo Racing        | Paul Belmondo Claude-Yves Gosselin Emmanuel Clérico | Chrysler Viper GTS-R      | D       | 102   |       |
| 10     | 21        | Paul Belmondo Racing        | Paul Belmondo Claude-Yves Gosselin Emmanuel Clérico | Chrysler 8.0L V10         | D       | 102   |       |
| 11     | 77        | Seikel Motorsport           | Ernst Palmberger Nigel Smith Richard Nearn          | Porsche 911 GT2           | D       | 101   |       |
| 11     | 77        | Seikel Motorsport           | Ernst Palmberger Nigel Smith Richard Nearn          | Porsche 3.6L Turbo Flat-6 | D       | 101   |       |
| 12     | 8         | Elf Haberthur Racing        | Luca Cappellari Michel Neugarten Patrice Goueslard  | Porsche 911 GT2           | D       | 101   |       |
| 12     | 8         | Elf Haberthur Racing        | Luca Cappellari Michel Neugarten Patrice Goueslard  | Porsche 3.6L Turbo Flat-6 | D       | 101   |       |
| 13     | 33        | GLPK Racing                 | Anthony Kumpen Jean-François Hemroulle              | Chrysler Viper GTS-R      | D       | 101   |       |
| 13     | 33        | GLPK Racing                 | Anthony Kumpen Jean-François Hemroulle              | Chrysler 8.0L V10         | D       | 101   |       |
| 14     | 10        | Marcos Racing International | Cor Euser Herman Buurman                            | Marcos Mantara LM600      | D       | 100   |       |
| 14     | 10        | Marcos Racing International | Cor Euser Herman Buurman                            | Chevrolet 5.9L V8         | D       | 100   |       |
| 15     | 24        | RWS Motorsport              | Horst Felbermayr, Sr. Horst Felbermayr, Jr.         | Porsche 911 GT2           | ?       | 106   |       |
| 15     | 24        | RWS Motorsport              | Horst Felbermayr, Sr. Horst Felbermayr, Jr.         | Porsche 3.6L Turbo Flat-6 | ?       | 106   |       |
| 16     | 3         | Roock Racing                | Claudia Hürtgen Stéphane Ortelli                    | Porsche 911 GT2           | Y       | 99    |       |
| 16     | 3         | Roock Racing                | Claudia Hürtgen Stéphane Ortelli                    | Porsche 3.6L Turbo Flat-6 | Y       | 99    |       |
| 17     | 16        | Freisinger Motorsport       | Manfred Jurasz Yukihiro Hane                        | Porsche 911 GT2           | D       | 98    |       |
| 17     | 16        | Freisinger Motorsport       | Manfred Jurasz Yukihiro Hane                        | Porsche 3.6L Turbo Flat-6 | D       | 98    |       |
| 18     | 31        | Sonauto Levallois           | Jean-Pierre Jarier François Lafon                   | Porsche 911 GT2           | P       | 97    |       |
| 18     | 31        | Sonauto Levallois           | Jean-Pierre Jarier François Lafon                   | Porsche 3.6L Turbo Flat-6 | P       | 97    |       |
| 19     | 23        | Werner Paul Belmondo Racing | Francis Werner Jacques Piattier Philippe Auvray     | Porsche 911 GT2           | D       | 89    |       |
| 19     | 23        | Werner Paul Belmondo Racing | Francis Werner Jacques Piattier Philippe Auvray     | Porsche 3.6L Turbo Flat-6 | D       | 89    |       |
| 20     | 9         | Elf Haberthur Racing        | Stefano Bucci Mauro Casadei Andrea Garbagnati       | Porsche 911 GT2           | D       | 83    |       |
| 20     | 9         | Elf Haberthur Racing        | Stefano Bucci Mauro Casadei Andrea Garbagnati       | Porsche 3.6L Turbo Flat-6 | D       | 83    |       |
| 21 NC  | 78        | Seikel Motorsport           | Xavier Pompidou Raffaele Sangiuolo Max Cohen-Olivar | Porsche 911 GT2           | D       | 57    |       |
| 21 NC  | 78        | Seikel Motorsport           | Xavier Pompidou Raffaele Sangiuolo Max Cohen-Olivar | Porsche 3.6L Turbo Flat-6 | D       | 57    |       |
| 22 DNF | 69        | Proton Competition          | Gerold Ried Christian Ried Patrick Vuillaume        | Porsche 911 GT2           | Y       | 24    |       |
| 22 DNF | 69        | Proton Competition          | Gerold Ried Christian Ried Patrick Vuillaume        | Porsche 3.6L Turbo Flat-6 | Y       | 24    |       |
| DNS    | 20        | Bovi Motorsport             | Attila Barta Kálmán Bódis Zoltan Zengo              | Porsche 911 GT2           | ?       | –     |       |
| DNS    | 20        | Bovi Motorsport             | Attila Barta Kálmán Bódis Zoltan Zengo              | Porsche 3.6L Turbo Flat-6 | ?       | –     |       |